# San Lorenzo (Nariño)
 San Lorenzo es un municipio colombiano ubicado en el departamento de Nariño.

## Toponimia
San Lorenzo debe su nombre a San Lorenzo Mártir, uno de los siete Diáconos de Roma; considerado uno de los primeros archivistas y tesoreros de la Iglesia, y es además el patrón de los bibliotecarios.

## Geografía
- Dispone de un área municipal de 249 kilómetros cuadrados, de zona montañosa, en la que alternan algunos valles.
- Se encuentra a una altitud de 2150 metros sobre el nivel del mar. La temperatura media es 17 grados Celsius y la precipitación media anual es 1740 milímetros.
- Los ríos Juanambú y Mayo, con algunas corrientes menores, irrigan la región.
- La agricultura, ganadería y la minería forman las bases de su economía.
- Tiene una población de 19 392 habitantes según el censo del DANE de 2024.

### Ubicación y límites
San Lorenzo se encuentra a 64 kilómetros aproximadamente al norte de la capital del Departamento, limitando por el norte con el Departamento del Cauca y La Unión, por el sur con Buesaco y Chachagüí, por el oriente con La Unión y Arboleda, por el occidente con Chachagüí y Taminango.

### Relieve
La mayor parte del territorio es montañoso, sin embargo cuenta con algunas áreas planas y llanuras. Se destacan como accidentes orográficos el Cerro La Marucha, El Calvario, El Cofre, Las Palmas, La Caratosa y la reserva natural Alto Dalmacia.

## División Político-Administrativa
Además de su Cabecera municipal. San Lorenzo tiene bajo su jurisdicción los centros poblados:
- El Carmen
- El Chepe
- San Vicente
- Santa Cecilia
- Santa Marta

Veredas
El municipio tiene constituido 56 veredas.

## Historia
En el año de 1810 Rafael Martínez y Jeronima Consuegra crearon el poblado que en 1873 llegó a ser parroquia y municipio en 1886. 
Para entrarnos a la historia del municipio, se conoce que a fines del siglo XVI el rey de España, para recompensar los servicios de Don Juan Lorenzo Gómez cambia esta donación con la hacienda “Las Yeguas” donde se construyeron una casa grande para los dueños y, doce chocitas para los peones y una capillita donde veneraban la imagen de San Lorenzo.
La naciente entidad correspondía a Berruecos por lo eclesiástico y a Taminango. Civilmente hasta el año 1868 en que a petición de los interesados de esta y otras poblaciones, el Ilustrísimo señor Juan Manuel García Tejada hizo nueva división de las parroquias de Buesaco y el Tablón de Gómez, en virtud de la cual quedó el caserío de San Lorenzo como parte de la Feligresía de Taminango según afirman algunas personas, y con asiento en la de Buesaco, según otras. En 1873 por representación hecha al Ilustrísimo Señor Canuto Restrepo, alcanzó San Lorenzo la jerarquía de parroquia, habiendo sido su primer párroco el Presbítero Fermín Montero. La categoría de distrito la alcanzó en 1886 a solicitud de sus habitantes Julián Erazo, Manuel Pardo, Basilio Moreno, Bartolomé Gómez y Manuel Narváez, eficazmente secundados por el Benemérito General Gustavo Guerrero.
Las referencias más antiguas que el municipio posee son los petroglifos del “Colegio Sagrado Corazón de Jesús” y de “la cañada”, estos petroglifos guardan mucha similitud con los encontrados en el norte y centro de Nariño, pertenecientes a la cultura Quillacinga. Es ampliamente conocido que los Quillacingas ocuparon gran parte del territorio nariñense, de tal manera que los primeros pobladores debieron pertenecer a esta cultura ampliamente difundida en estos territorios. Estos primeros habitantes debieron ser unos “MINDALAS” “comerciantes” de frutas como la mora, la piña y la yuca, productos que los intercambiaron por la sal de Taminango, y establecieron relaciones comerciales simples con los grupos Chapanchica y Sindagua. Ciertamente fueron los quillacingas los que frenaron el expansionismo INCA, comandados por Huayna Cápac en la parte norte, conquista que demandó años de guerra, fueron los “arracacheros” prehispánicos quienes también actuaron en estas jornadas bélicas.
Los quillacingas son originarios de migraciones macro-chibchas, con idioma propio según Fray Luis López de Solís y de cuyos restos con excepción de voces y palabras toponímicas y antroponímicas de la región de difícil interpretación filológica, no quedan huellas.
Los quillacingas del centro interandino desarrollaron una posesión habitacional dispersa, tal como debió ocurrir en San Lorenzo. Los cacicazgos autónomos con niveles de centralidad local fue su tipo de organización política, la cual se fortalecía en condiciones de guerra y resistencia a la penetración incaica y luego española. El poderío incaico alcanzó las tierras de San Lorenzo los vestigios son los términos de origen Quechua: ayiyai, guaicoso, charguayaco, chulla, elay, guagua, pai, tatai, achichai, yegua y muchos otros. De la incanización total de los territorios lorenseños con su sistema político administrativo, la imposición del culto solar y lunar, y la desaparición de su preferencia idolátrica al mono como símbolo de la fertilidad, los asentamientos de mitimáes, yanaconas y ganado lanar poco rasgos se distinguen, y si se quiere reconocer algún dominio, éste no debió ser pleno, porque del año 1526 que los incas dominan a las naciones septentrionales al año 1536 que marca la llegada de los españoles a estas áreas, solo marca un decenio, sin embargo, por lo que se conoce del dominio incaico en territorios del Ecuador, los cacicazgos de estas naciones pasaron a obedecer órdenes de los encomenderos incas y el cacique local sólo ejercía una autoridad nominal para éstos, aunque para los nativos quillacingas su cacique era legítimo.